# Individuum
Az individuumokon, más szóval egyéneken, térben és időben behatárolható, egy biológiai vagy társadalmi csoporttól jól elkülöníthető személyeket értünk.
Általában – annak ellenére, hogy minden ember körülbelül azonos fizikai felépítéssel rendelkezik (általában mindenkinek ugyanott van a lába, keze, feje, a fején a szemek, az orr, a fülek és a szája) – az emberek számára mégsem okoz gondot a körülöttük levő többi ember felismerése és egymástól való elkülönítése. Ez a valami, ez a megkülönböztető jel vagy tulajdonság, ami alapján egyik embert megkülönböztetjük a többi embertől, teszi individuummá az embert.

## Arisztotelész
Arisztotelész az individuális dolgokat specieseknek (fajoknak), a specieseket pedig genusoknak (nemeknek) rendelte alá. Az individuális dolog a felosztások legutolsó tagjai: például Odüsszeusz kutyája, Argosz mint individuum a kutya speciesébe tartozik, a kutya pedig a „négylábú bundások” osztályába. A bundás négylábuak a cetfélékkel együtt az elevenszülők osztályába tartoznak, az elevenszülők pedig a tojásrakó állatokkal együtt a meleg vérűek osztályába, a meleg vérű állatok meg a „vértelenekkel” együtt alkotják az élőlények osztályát. Minden osztály a fölötte álló, őt magában foglaló osztályhoz való viszonyában speciesnek, az alatta levő osztályhoz való viszonyában pedig genusnak minősül. A felosztás legalsó tagja (lat. infima species), jelenesetben „a kutya” után következők, nem sorolhatóak már semmilyen osztályba, mivel ezek egyedi tulajdonsággal rendelkeznek, csak egy létezik belőlük a világon (jelenesetben Argosz).
Az individuumot, a specieshez hasonlóan Arisztotelész szubsztanciának tekintette. Az individuumot pedig abban különböztette meg a speciestől (például ember), hogy az individuumnak (például Szókratész) vannak olyan tulajdonságai is melyek nem sorolhatók be a species (ember) szubsztanciájához. Az individuális szubsztanciák pedig abban különböznek egymástól, hogy térben jól elkülöníthetők egymástól. Két emberi egyednek a szubsztanciális formája és lényege ugyanaz, de az egyiknek itt van a teste a másiknak meg ott.

## Descartes
Descartes az öntudat evidenciájának bizonyításával határolja el az individuumot a külvilágtól. „Gondolkodom tehát vagyok” tétele úgy értelmezhető „Gondolkodom, tehát gondolkodó lényként létezem”, ebből pedig azt a következtetést vonhatjuk le, hogy rendelkezünk egy olyan tulajdonsággal amely segítségével behatárolhatjuk magunkat: ez az öntudat. Öntudatom meglétét világosan és elkülönítetten (clare et distincte) élem meg.

## Hegel
Hegel Kant transzcendentális filozófiáját fejlesztette tovább; Nála lezárult az énnek mint alapnak a problematikája, és az én az észben, a legteljesebb valóságú abszolút szellemben megszüntetve-megőrizve és felemelkedve van jelen.
Hegel szerint az egyéni, individuális tudat az abszolút szellem (Isten) öntudatra jutási folyamatának a szerves része. Az abszolút eszme (a fejlődés kiindulópontját jelentő, öntudatára még nem jutott Isten) kibocsátja magából a természetet, majd ebből a természetből kiemelkedik a szellem (az egyéni és a társadalmi tudat), melynek fejlődése során az abszolút eszme felismeri önmagát a világban, teljesen önmagára reflektálódik, teljes öntudatra jut.

## Schopenhauer
Schopenhauer szerint csak a megismerő individuum létezik, az őt körülvevő világ csak mint képzet adott. Az objektumok csak olyan módon adottak, ahogyan a szubjektum által feltételezettek: „A világ az én képzetem”.

## Kierkegaard
Søren Aabye Kierkegaard arra keresve választ, hogy egy létező szubjektum, hogyan kerülhet kapcsolatban Istennel, tesz kísérletet az egyes egyén az individuum meghatározására. Ezen a ponton Kierkegaard szembehelyezkedik a német idealizmussal különösen Hegellel aki szerint az individuum alá van rendelve a történelemnek, és azt hangoztatta, hogy mindenekelőtt az egyes egyén konkrét létfeltételeit kell felfogni, azaz „magamat a létezésben megérteni”.

## Nietzsche
Nietzschenél az individuum az ember fölötti ember, vele szemben állnak a csordaemberek, melyet homogén masszaként képzelhetünk el. Az ember fölötti ember, az Übermensch a hagyományos értékekkel szembeni tökéletes szabadságával tűnik ki. Cselekvése földi mértékhez igazodik: erőre, vitalitásra, hatalomra törekszik. Vele szemben állnak a csordaemberek, akik egy elgondolt istendiktátum előtt hajlonganak és a részvét és gyengeség erkölcse előtt hódolnak.

## Pánpszichizmus
Különböző indiai filozófiákban és a buddhizmusban is találkozunk a pánpszichizmussal (világlélek fogalmával). Ezen elmélet szerint nincsenek individuális lelkek, egyének hanem minden egy egyetemes egész része. A buddhizmusban sem létezik az individuum, mivel mindent a keletkezésben és az elmúlásban fognak fel. Buddha a saját én lélek létezését is tagadta, minthogy egyetlen maradandó szubsztancia sem létezik. Mindezek ellenére Buddha vallotta az újjászületés tanát, azonban mivel nincs maradandó lelki szubsztancia, nincs individuum, az új élőlény az előző élőlény tetteiből fog kialakulni, mellyel sem testileg, sem lelkileg nem lesz azonos.

## Kapcsolódó irodalom
- Gurevics, Aron: Az individuum a középkorban (ford. Vári Erzsébet), Atlantisz Könyvkiadó, Budapest, 2003 (Európa születése), ISBN 9789639165663

## Külső hivatkozások
- Az individuum fogalma